# Kazimierz Łukasiewicz (1891–1940)
Kazimierz Józef Łukasiewicz (ur. 4 marca 1891 w Janowie Lubelskim, zm. między 16 a 19 kwietnia 1940 w Katyniu) – kapitan administracji (piechoty) Wojska Polskiego, ofiara zbrodni katyńskiej.

## Życiorys
Był synem Jana i Julii z Dudzińskich. Po ukończeniu szkoły elementarnej podjął w 1902 dalszą naukę w rosyjskim gimnazjum klasycznym. Uczestnik strajku szkolnego z 1905. Jako czynny członek Ochotniczej Straży Pożarnej w Janowie Lubelskim brał udział w konspiracyjnej pracy niepodległościowej. W 1909 wyjechał to Tifilisu, do przebywającego tam brata Piotra i podjął pracę zarobkową w charakterze kancelisty. Jako poddany rosyjski został powołany do wojska. W kwietniu 1916 rozpoczął naukę w Szkole Podoficerów Jednorocznych 218. zapasowego pułku piechoty, a następnie trafił do Tyfliskiej Szkoły Oficerskiej. Po jej ukończeniu został mianowany chorążym ze starszeństwem od 30 października 1916. Od listopada 1916 służył jako dowódca kompanii w wojskach rosyjskich kwaterujących w Persji. Brał udział w I wojnie światowej, a po wybuchu rewolucji bolszewickiej, opuścił szeregi armii rosyjskiej i wstąpił do Polskiej Organizacji Wojskowej. Zaciągnął się do tworzących się oddziałów polskich na Kaukazie. Następnie trafił do I Korpusu Polskiego gen. Dowbor-Muśnickiego. Po rozwiązaniu Korpusu przedostał się do Lublina, gdzie brał udział w rozbrajaniu żołnierzy austriackich. Wstąpił do Wojska Polskiego i po zweryfikowaniu w stopniu podporucznika otrzymał przydział do 1 lubelskiego pułku piechoty (późniejszy 23 pp). Uczestniczył w wojnie polsko-bolszewickiej w szeregach 23 pułku piechoty. 23 lutego 1921 został zatwierdzony w stopniu porucznika z grupy „byłych Korpusów Wschodnich i byłej armii rosyjskiej”.
Po zakończeniu działań wojennych pozostał w wojsku. Ukończył w 1922 Szkołę Podchorążych Piechoty. W 1923 był w stopniu porucznika ze starszeństwem z dniem 1 czerwca 1919 i lokatą 2351 (w 1924 lokata zmieniła się na 1391), służył w 23 pp w garnizonie Włodzimierz Wołyński. W 1927 ukończył Szkołę Podchorążych Saperów w Modlinie[wymaga weryfikacji?]. W listopadzie 1927 został przeniesiony do 1 batalionu strzelców w Chojnicach, a w lutym następnego roku do 8 pułku piechoty Legionów w Lublinie. Na początku 1931 został przeniesiony do Dowództwa Okręgu Korpusu Nr II w Lublinie. W sierpniu 1931 został zatwierdzony na stanowisku adiutanta Komendy Placu Lublin. Następnie przeszedł do  Komendy Garnizonu i Miasta Lublin, gdzie  zajmował się wojskowym transportem kolejowym, a następnie pełnił obowiązki adiutanta Komendy. W 1937 awansował na stopień kapitana ze starszeństwem z dniem 19 marca 1937. W marcu 1939 był nadal adiutantem Komendy miasta Lublin.
14 września 1939 cały personel Komendy został ewakuowany na wschód. Po agresji ZSRR na Polskę, w niejasnych okolicznościach dostał się do niewoli sowieckiej. Wątpliwości te stara się rozwiać Zbigniew Muszyński na łamach Gazety Wyborczej. Najbardziej prawdopodobną wersją jest ta, że wraz z dowództwem DOK II Lublin i Komendą miasta Lublin dotarł do Włodzimierza Wołyńskiego. Tam gen. Smorawiński skapitulował przed Rosjanami i większość oficerów z jego otoczenia dostała się do sowieckiej niewoli. Prawdopodobnie wśród tej grupy znalazł się także Kazimierz Łukasiewicz. Początkowo był jeńcem obozu juchnowskiego (inna nazwa Pawliszczew Bor), zgodnie z kartą rejestracyjną z 19 października 1939 – wysłał z tego miejsca kartkę pocztową do żony. W listopadzie 1939 przewieziony do obozu jenieckiego w Kozielsku. Według stanu z kwietnia 1940 był jeńcem kozielskiego obozu. Między 15 a 17 maja 1940 przekazany do dyspozycji naczelnika Zarządu NKWD Obwodu Smoleńskiego – lista wywózkowa 029/1 z 13 kwietnia 1940, poz. 65 nr akt 2710. Został zamordowany między 16 a 19 kwietnia 1940 w lesie katyńskim przez funkcjonariuszy Obwodowego Zarządu NKWD w Smoleńsku oraz pracowników NKWD przybyłych z Moskwy na mocy decyzji Biura Politycznego KC WKP(b) z 5 marca 1940. Ofiary tej zbrodni grzebano w bezimiennych mogiłach zbiorowych, gdzie od 28 lipca 2000 mieści się oficjalnie Polski Cmentarz Wojenny w Katyniu. W miejscu tym prowadzone były ekshumacje i prace archeologiczne. Zidentyfikowany podczas ekshumacji prowadzonej przez Niemców w 1943 pod numerem 724 – dosł. opisany jako Lukasiewicz Kazimierz (raport dzienny z 30 kwietnia 1943).  Figuruje na liście Komisji Technicznej PCK pod numerem 0724. Na obu listach z ekshumacji podano tylko jedno imię. Przy jego szczątkach znaleziono pismo z garnizonu lubelskiego, mapę, 2 odznaczenia wojskowe, medalik. Znajduje się na liście ofiar opublikowanej w Gońcu Krakowskim nr 107 oraz w Nowym Kurierze Warszawskim nr 111 z 1943. Krewni w 1946 i 1950 poszukiwali informacji przez Biuro Informacji i Badań Polskiego Czerwonego Krzyża w Warszawie. 

### Życie prywatne
W czasie pełnienia służby w Persji zawarł związek małżeński z Marią z domu Melik-Babadziananc, z którą miał dwie córki: Zofię i Jadwigę Tamarę. Mieszkał w Lublinie w domu oficerskim przy zbiegu ulic M. Skłodowskiej i A. Grottgera.

## Ordery i odznaczenia
- Krzyż Walecznych – 15 lipca 1922 „b. 8 pułku strzelców I Korpusu Polskiego”[30][31][5]
- Srebrny Krzyż Zasługi – 19 marca 1937 „za zasługi w służbie wojskowej”[32][18]
- Medal Pamiątkowy za Wojnę 1918–1921
- Medal Dziesięciolecia Odzyskanej Niepodległości
- Krzyż Kampanii Wrześniowej – pośmiertnie 1 stycznia 1986[33]

25 czerwca 1938 Komitet Krzyża i Medalu Niepodległości odrzucił wniosek o nadanie mu tego odznaczenia.

## Upamiętnienie
- Minister obrony narodowej Aleksander Szczygło decyzją Nr 439/MON z 5 października 2007 awansował go pośmiertnie na stopnień majora[35].  Awans został ogłoszony 9 listopada 2007[36] w Warszawie, w trakcie uroczystości „Katyń Pamiętamy – Uczcijmy Pamięć Bohaterów”.
- Tablica na Janowskim Epitafium Katyńskim[37].